# 维尔隆河
维尔隆河，是中国长江流域的一条河流，汇入黑水河，属于岷江水系。河长80千米，流域面积2130平方千米，年均流量42立方米每秒。自然落差1985米。水能理论蕴藏量16万千瓦。